# 梧柏洋崇福宫
梧柏洋崇福宫，是位于中国福建省宁德市周宁县七步镇梧柏洋村的一个清代古建筑，2016年入选周宁县第四批文物保护单位。
梧柏洋崇福宫建于清朝咸丰二年（1852年），2009年重修，并在宫两侧新建砖混结构生活用房两层、石亭两座。建筑坐西向东，占地面积156.7平方米，由门楼、天井、大厅组成。大厅面阔三间9.7米，进深五柱7.4米，高8米，正西面设神龛祀奶娘姑。两侧配祀众仙姑。顶棚有彩绘八角藻井。厅前两侧有过雨廊接门楼，大厅与门楼均为穿斗抬梁式减中柱歇山顶。